# サンバサダー
サンバサダー（Sambassadeur）は、2003年にスウェーデンのヨーテボリで結成されたバンド。バンド名はフランスの作曲家のセルジュ・ゲンスブールによる作品の曲名「Les Sambassadeurs」に由来している。

## ディスコグラフィ

### スタジオ・アルバム
- Sambassadeur (2005年)
- Migration (2007年)
- 『ヨーロピアン』 - European (2010年)
- Survival (2019年)

### シングル & EP
- "Ice & Snow"/"There You Go" (2004年) ※シングル
- Between the Lines (2005年)
- New Moon (2005年)
- Coastal Affairs (2006年)
- "Final Say"/"Crooked Spine" (2008年) ※シングル
- "Days" (2010年) ※シングル
- "I Can Try" (2010年) ※シングル
- "Memories"/"Hours Away" (2012年) ※シングル
- "Foot of Afrikka" (2019年) ※シングル
- "Stuck"/"Stuck Azure Blue Remix" (2019年)